# Xã Moniteau, Quận Howard, Missouri
Xã Moniteau (tiếng Anh: Moniteau Township) là một xã thuộc quận Howard, tiểu bang Missouri, Hoa Kỳ. Năm 2010, dân số của xã này là 1.026 người.